# Marshmello
Marshmello és un DJ i productor de música electrònica i dance. Va guanyar notorietat al realitzar remix de temes de Jack Ü i Zedd. La identitat de Marshmello és desconeguda, ja que, inspirat en altres DJ que oculten la cara com Deadmau5 i Daft Punk , aquest en les seves presentacions utilitza una mena de caixa blanca que simula una cara amb tres emoticones: una boca somrient i dues "X" representant els ulls. No obstant això, molts han assenyalat que es tracta del DJ Chris Comstock, també conegut com a dotcom, ja que tots dos han al·legat tenir els mateixos cognoms, aniversari, tatuatges i gustos musicals similars. 
El seu estil musical inclou sons orientats al groove, synth i música electrònica ballable bass-heavy. Malgrat l'anonimat, la seva carrera va rebre reconeixement internacional en 2015, en començar a publicar diversos tracks de la seva autoria a internet. Després van venir els remixes de "Beautiful Now" (de Zedd), "Where Are U Now" de Jack Ü i d'altres, així com el seu propi senzill Alone d'Alan Walker.

## Trajectòria
El 3 de març de 2015, Marshmello va publicar la seva primera cançó titulada "WaVeZ" , com un mix original en la pàgina de SoundCloud. A mesura que anava llançant més cançons, va començar a rebre suport de Djs coneguts com a Skrillex, que va compartir la seva cançó "Find Me" . 
Marshmello va llançar el seu àlbum debut Joytime el 8 de gener de 2016, el qual consta de 10 temes. Aquest treball discogràfic va ser publicat a través del seu propi segell Joytime Collective. Va aconseguir el top de les llistes d'àlbums electrònics d'iTunes en el primer dia del seu llançament. Dos senzills van sortir d'aquest àlbum: "Keep It Mello" , al costat del raper Omar Linx i "Want U 2" . 
El seu primer tema amb el segell Monstercat va ser "Alone" , que apareix en el recopilatori Monstercat 027 - Cataclysm . El 19 de juny del 2016 es va presentar a Electric Daisy Carnival 2016 a Las Vegas, on el DJ neerlandès Tiësto, va aparèixer a l'escenari i va utilitzar el seu casc, aparentant ser Marshmello. L'esdeveniment va ser assenyalat temps després com un truc publicitari, que buscava fer èmfasi en les seves dates de gira. 
Un mes després va publicar el vídeo musical per "Alone" a YouTube, el qual va aconseguir més de 100.000.000 de visites en tres mesos. 
Per l'agost del 2018 va anunciar una gira titulada Ritual Tour, amb la qual es presentarà als Estats Units, la Xina, Corea del Sud, Índia i Paraguai des del 30 de setembre del 2018 al 21 de gener de 2017. 
El 27 d'octubre del 2018 passa a formar part del segell OWSLA, pertanyent a Skrillex, amb el senzill "Ritual" , al costat del cantautor Wrabel.

## Premis i reconeixements
Marshmello va rebre el premi a lMillor música electrònica als MTV Europe Music Award el 2018, el reconeixement més important que ha rebut fins ara. També ha rebut nominacions per treballs com Alone, Wolves, Silence i Friends.
| Any  | Premi                            | Categoria                      | Guardonat                  | Resultat  | Ref.          |
| ---- | -------------------------------- | ------------------------------ | -------------------------- | --------- | ------------- |
| 2017 | WDM Radio Awards                 | Best New Talent                | Marshmello                 | Nominat   | [ 1 ]         |
| 2017 | WDM Radio Awards                 | Best Trending Track            | "Alone"                    | Nominat   | [ 1 ]         |
| 2017 | Radio Disney Music Awards        | Best Dance Track               | "Alone"                    | Nominat   | [ 2 ]         |
| 2017 | Remix Awards                     | Best Trap Remix                | "Alarm" (Marshmello remix) | Nominat   | [ 3 ]         |
| 2017 | Remix Awards                     | Best Use of Vocal              | "Alarm" (Marshmello remix) | Guanyador | [ 3 ]         |
| 2017 | MTV Woodies                      | Woodie to Watch                | Marshmello                 | Nominat   | [ 4 ]         |
| 2017 | Electronic Music Awards          | New Artist of the Year         | Marshmello                 | Nominat   | [ 5 ] [ 6 ]   |
| 2018 | Billboard Music Awards           | Top Dance/Electronic Artist    | Marshmello                 | Nominat   | [ 7 ]         |
| 2018 | Radio Disney Music Awards        | Song of the Year               | "Wolves"                   | Nominat   | [ 8 ]         |
| 2018 | Radio Disney Music Awards        | Breakout Artist of the Year    | Marshmello                 | Nominat   | [ 8 ]         |
| 2018 | Radio Disney Music Awards        | Best Dance Track               | "Silence"                  | Nominat   | [ 8 ]         |
| 2018 | Teen Choice Awards               | Choice Electronic/Dance Artist | Marshmello                 | Nominat   | [ 9 ]         |
| 2018 | Teen Choice Awards               | Breakout Artist                | Marshmello                 | Nominat   | [ 9 ]         |
| 2018 | Teen Choice Awards               | Choice Electronic/Dance Song   | "Friends"                  | Nominat   | [ 9 ]         |
| 2018 | MTV Europe Music Awards          | Best Electronic                | Marshmello                 | Guanyador | [ 10 ]        |
| 2019 | iHeartRadio Music Awards         | Best New Pop Artist            | Marshmello                 | Guanyador | [ 11 ]        |
| 2019 | iHeartRadio Music Awards         | Dance Artist of the Year       | Marshmello                 | Guanyador | [ 11 ]        |
| 2019 | International Dance Music Awards | Best Song (Pop/Electronic)     | "Happier"                  | Guanyador | [ 12 ] [ 13 ] |
| 2019 | Billboard Music Awards           | Top Dance/Electronic Artist    | Marshmello                 | Pendent   |               |
| 2019 | Billboard Music Awards           | Top Collaboration              | "Happier"                  | Pendent   |               |
| 2019 | Billboard Music Awards           | Top Dance/Electronic Song      | "Happier"                  | Pendent   |               |